# The Navigators
 The Navigators és una pel·lícula britànica-alemanya-espanyola dirigida per Ken Loach i amb guió de Rob Dawber, estrenada el 2001. Explica les reaccions de cinc treballadors ferroviaris de Sheffield davant la privatització de l'organització de manteniment ferroviari per a la que treballen i tot el que això els comporta. El film es va inspirar en les fallides de les operadores ferroviàries Connex South Central i Connex South Eastern com a conseqüència que la matriu Connex perdés ambdues franquícies a causa d'un mal servei.
Rob Dawber va rebre el premi BAFTA 2001 (a títol pòstum) com a "escriptor debutant" per la pel·lícula.

## Argument
Els operaris d'un dipòsit del Yorkshire afronten la privatització del servei de manteniment dels ferrocarrils estatals pel qual treballen. La nova empresa privada fa entendre que els drets sindicals acquirits en els anys anterioirs han d'entendre's cancel·lats. Molts aprofiten una discreta bona sortida per marxar de seguida, d'altres ho fan una mica després, d'altres creient encara en el "lloc segur" hi restaran de totes maneres fins a ser despatxats, ja que l'empresa resultarà ser improductiva i doncs destinada a tancar.
Paul, Mick, John i Jim, amics i experts en el sector, tornen a formar un equip que aconsegueix obtenir feina a través d'una agència de feina interina. Les condicions però són molt diferents, tant des del punt de vista contractual com del punt de vista de la seguretat.
Succeeix així que en els treballs d'un terraplè, Jim és colpejat per un convoi que el soroll i l'escassa visibilitat no havien permès advertir a temps. Amb l'amic atordit, Mick té la lucidesa de no cridar de seguida els serveis de socors i convenç Paul i John de traslladar Jim de les vies al carrer. Els tres simulen per tant un accident de trànsit perquè fer emergir les precàries condicions de seguretat en que efectivament operaven sobre les vies hauria compromès fatalmente el seu futur laboral.
Jim mor i els tres amics mantindran el secret de les circumstàncies del seu accident, per poder continuar sobrevivint.

## Repartiment
- Dean Andrews: John
- Thomas Craig: Mick
- Joe Duttine: Paul
- Steve Huison: Jim
- Venn Tracey: Gerry
- Andy Swallow: Len
- Sean Glenn: Harpic
- Charlie Brown: Jack
- Juliet Bates: Fiona
- John Aston: Bill Walters
- Graham Heptinstall: Owen
- Angela Saville: Tracy
- Clare McSwain: Lisa
- Megan Topham: Chloe
- Abigail Pearson: Eve

## Producció
Llegida la història de Dawber, Ken Loach decideix de portarla ràpidament a la pantalla gran. Només una setmana després d'aquesta notícia Dawber va descobrir estar malalt de mesotelioma, un càncer del pulmó tipic de qui ha treballat llarg temps amb el amiant, com els de manteniment ferroviari. Dawber va morir el febrer 2001, amb 45 anys, la pel·lícula completa, però sense estrenar.

## Premis i nominacions

### Nominacions
- 2001. Lleó d'Or